# Мишаки (Артемьевское сельское поселение)
В Тутаевском районе есть ещё одна деревня Мишаки, в Левобережном сельском поселении (ранее в Помогаловском сельсовете).
Мишаки — деревня Артемьевского сельского округа Артемьевского сельского поселения Тутаевского района Ярославской области .
Деревня находится на западе района, к северо-западу от Тутаева. Она расположена с северной стороны от федеральной трассы Р151 Ярославль—Рыбинск на участке Тутаев — Рыбинск, на высоком правым берегом Волги. Река Волга в районе деревни описывает излучину и деревня расположена на мысу этой излучины. На топокарте рядом с Мишаками на самом мысу обозначена деревня Богословское, сейчас о её существовании напоминает Богословская улица в деревне Мишаки. В 2 км к югу от Мишаков на левом берегу небольшой речки Вздериножка, стоит деревня Шелково, через которую от Мишаков идёт дорога к федеральной трассе .
Деревня Мишаки указана на плане Генерального межевания Борисоглебского уезда 1792 года. Деревня Богословское на этой карте отмечена как погост Ивановский. В 1825 Борисоглебский уезд был объединён с Романовским уездом. По сведениям 1859 года деревня относилась к Романово-Борисоглебскому уезду .

## Население
| 1859 | 2002 | 2007 | 2010 |
| ---- | ---- | ---- | ---- |
| 90   | ↘57  | ↘33  | ↘20  |

На 1 января 2007 года в деревне Мишаки числилось 33 постоянных жителя . По карте 1975 г. в деревне жил 21 человек, в деревне Богословское в это время жило 8 человек. 

## Достопримечательности
В деревне расположена действующая Церковь Владимирской иконы Божией Матери (1822).